# Alekszandar Trajkovszki
Alekszandar Trajkovszki, macedónul: Александар Трајковски (Szkopje, 1992. szeptember 5. –) válogatott macedón labdarúgó, csatár. 2015-ben az év macedón labdarúgójának választották.

## Pályafutása

### Klubcsapatban
2009–10-ben a Cementarnica 55, 2010–11-ben a horvát Inter Zaprešić labdarúgója volt. 2011 és 2015 között a belga Zulte-Waregem játékosa volt, de közben 2013–14-ben kölcsönben szerepelt a Mechelen együttesében. 2015 és 2019 között az olasz Palermo csapatában játszott. 2015-ben az év macedón labdarúgójának választották. 2019 és 2022 között a spanyol RCD Mallorca csapatában lépett pályára. 2021. augusztus 31-én egy szezonra kölcsönbe került a dán AaB csapatához. 2022. január 30-án az arab el-Fajhá 18 hónapra szerződtette. A szezon végén megnyerte klubjával a kupát.

### A válogatottban
2011 óta 75 alkalommal szerepelt a macedón válogatottban és 20 gólt szerzett.

## Sikerei, díjai

### Klub
el-Fajhá
- Király-kupa: 2021–22

### Egyéni
- Az év macedón labdarúgója: 2015

## Statisztika

### A válogatottban
| Válogatott      | Év       | Mérkőzés | Gólok |
| --------------- | -------- | -------- | ----- |
| Észak-Macedónia | 2011     | 4        | 0     |
| Észak-Macedónia | 2012     | 1        | 0     |
| Észak-Macedónia | 2013     | 9        | 2     |
| Észak-Macedónia | 2014     | 6        | 1     |
| Észak-Macedónia | 2015     | 8        | 4     |
| Észak-Macedónia | 2016     | 3        | 1     |
| Észak-Macedónia | 2017     | 8        | 3     |
| Észak-Macedónia | 2018     | 8        | 4     |
| Észak-Macedónia | 2019     | 7        | 0     |
| Észak-Macedónia | 2020     | 6        | 0     |
| Észak-Macedónia | 2021     | 14       | 4     |
| Észak-Macedónia | 2022     | 7        | 1     |
| Észak-Macedónia | 2023     | 5        | 1     |
| Összesen        | Összesen | 86       | 21    |